# Herwen

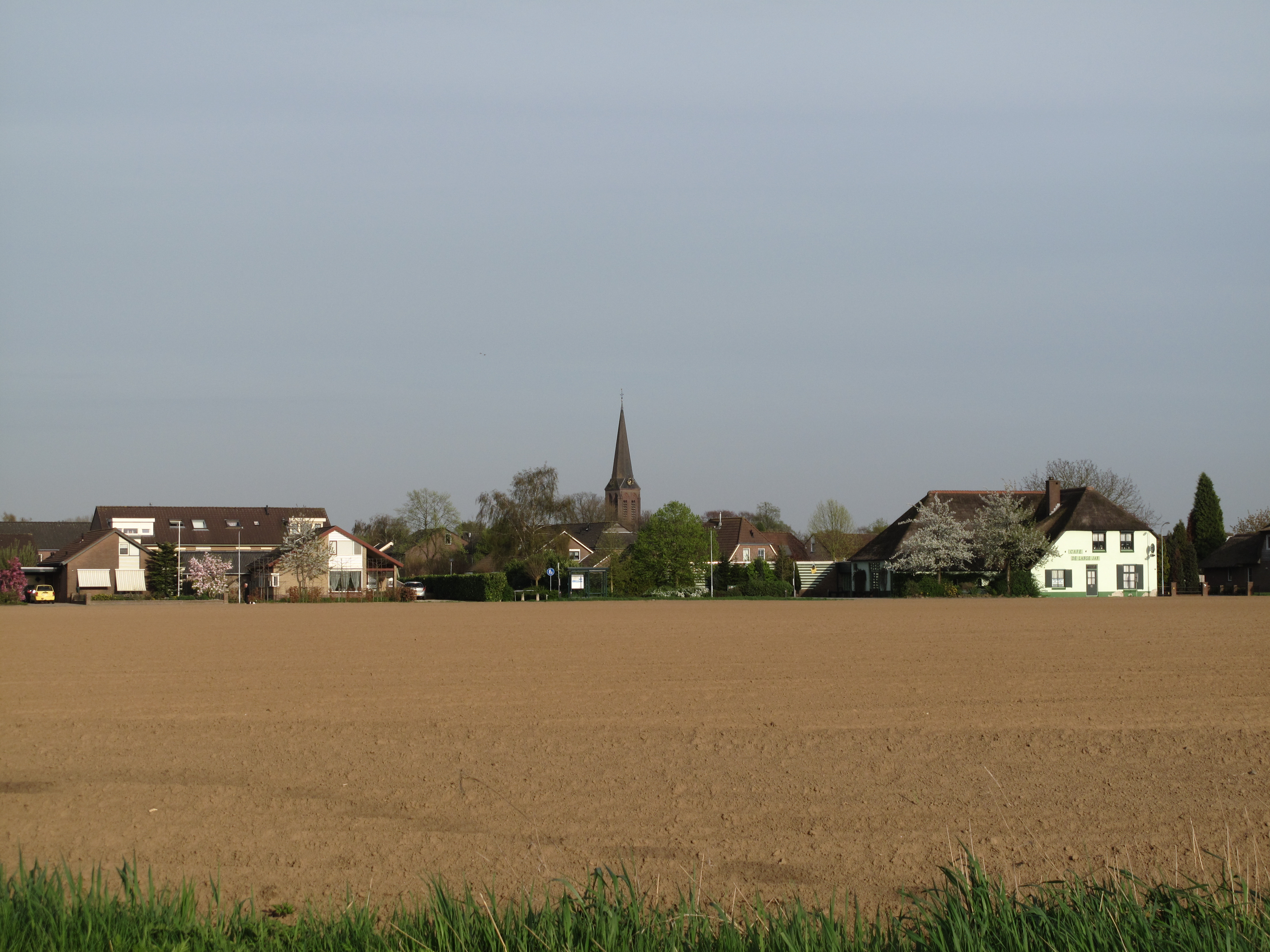
Herwen, dorpsgezicht

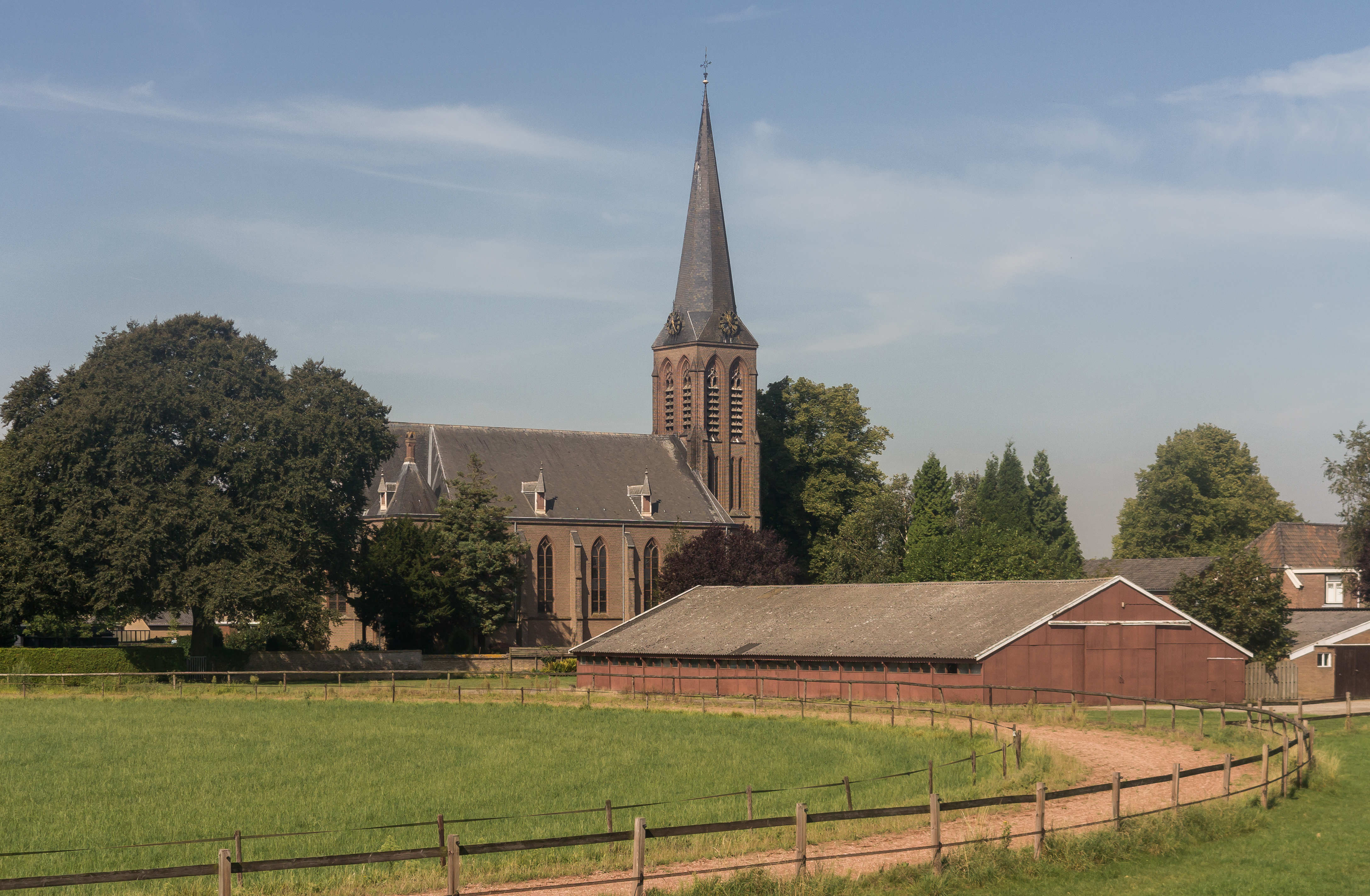
Herwen, de Sint Martinuskerk

Herwen is een plaats in de Nederlandse provincie Gelderland, behorend tot de gemeente Zevenaar. De plaats is gelegen in het gebied de Liemers, oostelijk van Arnhem. Herwen wordt vaak in één adem genoemd met de plaats Aerdt als Herwen en Aerdt.
Tot 1 januari 1818 was Herwen een zelfstandige gemeente. Op die datum werd de gemeente verdeeld: het ene deel ging verder als de gemeente Pannerden, het andere deel werd samengevoegd met de opgeheven gemeente Lobith tot de nieuwe gemeente Herwen en Aerdt. Beide gemeenten werden op 1 januari 1985 weer samengevoegd onder de nieuwe naam Rijnwaarden. Die gemeente bleef tot 2018 bestaan.

## Geschiedenis
Het huidige Herwen is de tweede plaats met die naam, nadat de eerste in 1764 bij een overstroming ten onder ging. Al ver voor de jaartelling woonden op die plek mensen. In 12 voor Christus werd er daarnaast een Romeins fort, Carvium, gebouwd door de soldaten van Drusus. Herwen werd voor het eerst genoemd in het jaar 870. Het verdronken dorp ligt onder het water dat nu De Bijland heet, net buiten de dijken van het nieuwe Herwen. Het dorp was kwetsbaarder geworden voor overstromingen door het ontstaan van het Pannerdensch Kanaal, dat gegraven werd als onderdeel van de Hollandse Waterlinie. Bij de overstroming in 1764 ging vooral have en goed verloren. De meeste bewoners brachten zichzelf voorheen in veiligheid.
Bij Herwen lag het kasteel Boswaai.

## Archeologie
Het was al bekend dat in de nabijheid het Romeinse legerkamp Carvium gelegen had. In juni 2022 werd bekend dat bij een noodopgraving in een kleiput bij Herwen-Hemeling twee Romeinse tempels waren ontdekt met een aantal votiefsteles met goed leesbare inschriften.

## Geboren in Herwen of daar woonachtig geweest
- Jan van Aken, schrijver (1961)
- Jeroen van der Zee, scenarioschrijver